# Ctenochira tetrica
Ctenochira tetrica là một loài tò vò trong họ Ichneumonidae.